# Campos Challenger 1991
Il Campos Challenger 1991 è stato un torneo di tennis facente parte della categoria ATP Challenger Series nell'ambito dell'ATP Challenger Series 1991. Il torneo si è giocato a Campos do Jordão in Brasile dal 15 al 21 luglio 1991 su campi in cemento.

## Vincitori

### Singolare
Yahiya Doumbia ha battuto in finale  Mauro Menezes con il punteggio di 6–1, 6–3

### Doppio
Yahiya Doumbia /  Jean-Philippe Fleurian hanno battuto in finale  Nelson Aerts /  Danilo Marcelino con il punteggio di 6–3, 6–3